# Исповедь (Толстой)
«И́споведь» — автобиографическое произведение Льва Толстого, написанное в конце 1870-х — начале 1880-х годов и впервые опубликованное в 1884 году в Женеве. Основное содержание произведения — попытка подвести итог многолетней внутренней работе писателя, выразить новое понимание смысла и значения жизни, выстраданное в мучительных и страстных поисках.

## Содержание
Толстой описывает историю своих духовных исканий: от юношеского нигилизма и неверия до
экзистенциального кризиса зрелого возраста, когда писателем, обладавшим всевозможными жизненными благами: здоровьем, признанием, богатством, «доброй, любящей и любимой женой», — овладел ужас перед «драконом» — всепожирающей смертью, делающей тщетными любые человеческие устремления. Толстой рассказывает, что ему пришлось перестать ходить с ружьём на охоту, «чтобы не соблазниться слишком легким способом избавления себя от жизни». Вопрос, не дававший покоя знаменитому писателю и превративший его жизнь в кошмар, был поставлен с максимальной простотой и честностью: есть ли у жизни смысл, который не уничтожается неизбежностью смерти? Служение искусству, прогрессу человечества, людям теряет всякий смысл без понимания общего значения жизни. Личное развитие, потребление и накопление жизненных благ кажутся бесцельными на фоне мимолетности человеческого существования. Попытки найти ответы на вопросы, занимавшие Толстого, в науке, философии или восточной мудрости, оказались тщетными вследствие осознания того, что смысл жизни не постигается размышлением. Лишь обращение к простодушной народной вере стало для писателя исходной точкой, с которой, по новым убеждениям Толстого, началось его духовное исцеление.

## История создания
В 1870-е годы Толстой переживает острый душевный кризис. Внутреннее состояние писателя находит отражение уже в переживаниях персонажа «Анны Карениной», толстовского альтер эго, Константина Левина:

…невольно, бессознательно для себя, он теперь во всякой книге, во всяком разговоре, во всяком человеке искал отношения к этим вопросам и разрешения их… Мысли эти томили и мучали его то слабее, то сильнее, но никогда не покидали его. Он читал и думал, и чем больше он читал и думал, тем дальше чувствовал себя от преследуемой им цели.

Пересмотр прежних воззрений давался непросто. В письме Страхову писатель сетует на трудности с выражением мучивших его мыслей. Лишь осенью 1879 года, после посещения Киево-Печерской и Троице-Сергиевой лавр, Толстой решается изложить своё новое миропонимание. Первоначально планировалось поместить «Исповедь» в майском номере «Русской мысли» за 1882 год, однако церковная цензура решительно воспротивилась публикации. Впервые произведение увидело свет в Женеве в 1884 году. Первое полное русское издание вышло в 1906 году.

## В культуре

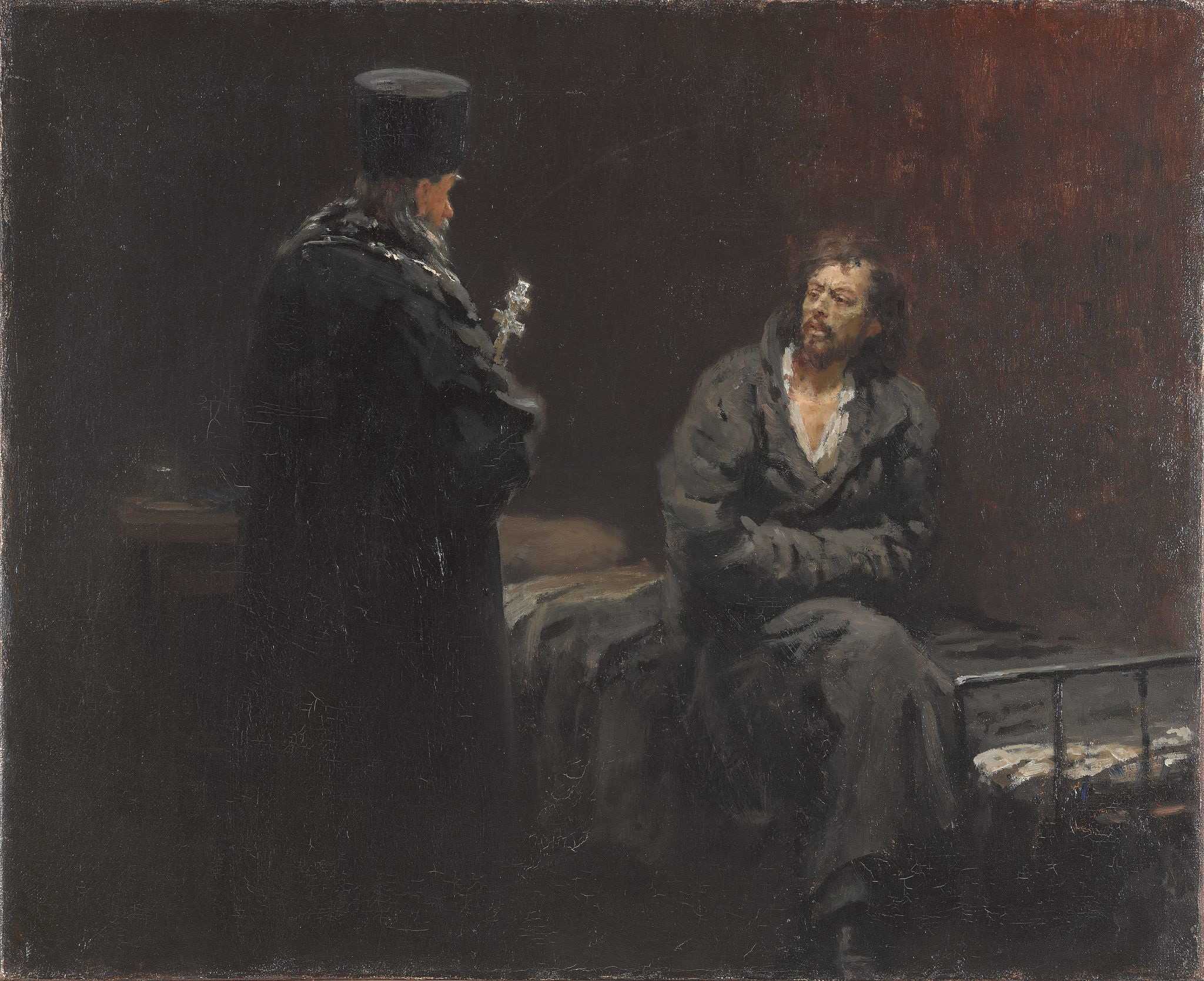
Илья Репин. Перед исповедью, 1885

Идеи «Исповеди» использованы в короткометражном фильме британского кинорежиссёра Эргина Кавусоглу «Безмолвное скольжение» («Бесшумно») / Silent Glide, снятом в 2008 году. Доктор культурологии Ольга Девятова в статье «„Исповедь“ Л. Н. Толстого и культурфилософские воззрения П. И. Чайковского» (2017) проанализировала факт внимательного изучения композитором книги Толстого. Она сопоставила поиски двумя деятелями русской культуры ответов на вечные проблемы человеческого бытия (вера, Бог, добро и зло, жизнь, смерть и бессмертие) и сделала вывод о близости их душевных, психологических и философско-религиозных исканий.
Доктор искусствоведения Илья Зильберштейн писал, что комментаторы советского послевоенного издания переписки Владимира Стасова и Ильи Репина (1949) считали: картина Ильи Репина «Перед исповедью» вдохновлена книгой Толстого «Исповедь». Зильберштейн, в свою очередь, утверждал, что это мнение ошибочно.